# Robert Gojani
Robert Gojani, född 10 oktober 1992 i Kalix, uppväxt i Huskvarna, är en svensk fotbollsspelare som spelar för Kalmar FF. Han spelar främst som defensiv mittfältare och mittback.

## Karriär
Gojani gjorde debut 2011 då han gjorde 5 matcher för J-Södra i Superettan. I december 2016 förlängde han sitt kontrakt i J-Södra med två år.
I januari 2018 värvades Gojani av IF Elfsborg, där han skrev på ett treårskontrakt. I februari 2021 förlängde Gojani sitt kontrakt i klubben med ett år.
Den 31 augusti 2021 värvades Gojani av danska Silkeborg IF, där han skrev på ett treårskontrakt. Den 5 februari 2023 värvades Gojani av Kalmar FF, där han skrev på ett treårskontrakt.

## Karriärstatistik
| Klubb              | Säsong             | Liga               | Liga    | Liga | Nationell cup | Nationell cup | Övrigt  | Övrigt | Totalt  | Totalt |
| Klubb              | Säsong             | Division           | Matcher | Mål  | Matcher       | Mål           | Matcher | Mål    | Matcher | Mål    |
| ------------------ | ------------------ | ------------------ | ------- | ---- | ------------- | ------------- | ------- | ------ | ------- | ------ |
| Jönköpings Södra   | 2011               | Superettan         | 5       | 0    | 0             | 0             | —       | —      | 5       | 0      |
| Jönköpings Södra   | 2012               | Superettan         | 15      | 0    | 0             | 0             | —       | —      | 15      | 0      |
| Jönköpings Södra   | 2013               | Superettan         | 23      | 3    | 4             | 2             | —       | —      | 27      | 5      |
| Jönköpings Södra   | 2014               | Superettan         | 26      | 1    | 3             | 0             | —       | —      | 29      | 1      |
| Jönköpings Södra   | 2015               | Superettan         | 27      | 2    | 2             | 0             | —       | —      | 29      | 2      |
| Jönköpings Södra   | 2016               | Allsvenskan        | 26      | 1    | 3             | 0             | —       | —      | 29      | 1      |
| Jönköpings Södra   | 2017               | Allsvenskan        | 25      | 3    | 0             | 0             | 2       | 1      | 27      | 4      |
| Jönköpings Södra   | Totalt             | Totalt             | 147     | 10   | 12            | 2             | 2       | 1      | 161     | 13     |
| IF Elfsborg        | 2018               | Allsvenskan        | 26      | 0    | 3             | 0             | —       | —      | 34      | 0      |
| IF Elfsborg        | 2019               | Allsvenskan        | 22      | 0    | 0             | 0             | —       | —      | 34      | 0      |
| IF Elfsborg        | 2020               | Allsvenskan        | 22      | 0    | 5             | 0             | —       | —      | 27      | 0      |
| IF Elfsborg        | 2021               | Allsvenskan        | 15      | 1    | 2             | 0             | 4       | 0      | 21      | 1      |
| IF Elfsborg        | Totalt             | Totalt             | 85      | 1    | 10            | 0             | 4       | 0      | 99      | 1      |
| Silkeborg IF       | 2021/2022          | Superligaen        | 22      | 0    | 1             | 0             | —       | —      | 23      | 0      |
| Silkeborg IF       | 2022/2023          | Superligaen        | 9       | 0    | 2             | 0             | 3       | 0      | 14      | 0      |
| Silkeborg IF       | Totalt             | Totalt             | 31      | 0    | 3             | 0             | 3       | 0      | 37      | 0      |
| Kalmar FF          | 2023               | Allsvenskan        | 23      | 0    | 5             | 0             | 2       | 0      | 30      | 0      |
| Kalmar FF          | 2024               | Allsvenskan        | 17      | 1    | 4             | 0             | —       | —      | 21      | 1      |
| Kalmar FF          | Totalt             | Totalt             | 40      | 1    | 9             | 0             | 2       | 0      | 51      | 1      |
| Totalt i karriären | Totalt i karriären | Totalt i karriären | 303     | 12   | 34            | 2             | 11      | 1      | 348     | 15     |

1. ↑  Nedflyttningskvalmatcher mot Trelleborgs FF.[8][9]
2. ↑  Matcher i Uefa Europa Conference League 2021/2022.
3. ↑  Matcher i Uefa Europa Conference League 2022/2023.
4. ↑  Matcher i Uefa Europa Conference League 2023/2024.